# Бояркино (Омская область)
Бояркино — деревня в Знаменском районе Омской области. Входит в состав Завьяловского сельского поселения.

## История
Основана в 1840 г.[уточнить] В 1928 г. состояла из 28 хозяйств, основное население — русские. В составе Слободо-Аевского сельсовета Знаменского района Тарского округа Сибирского края.

## Население
| 1926 | 2002 | 2010 |
| ---- | ---- | ---- |
| 156  | ↘1   | ↘0   |